# Harald Gante
Harald Gante (* 5. Juni 1963 in Attendorn) ist ein Generalleutnant des Heeres der Bundeswehr und seit 23. März 2023 Kommandeur Feldheer (ehemals stellvertretender Inspekteur des Heeres und Kommandeur Einsatz) im Kommando Heer in Strausberg.

## Militärische Laufbahn

### Ausbildung und erste Verwendungen
Harald Gante trat 1982 in die Bundeswehr ein. Seine Ausbildung zum Offizier absolvierte er bei Pionierschule des Heeres in München und beim Pionierbataillon 7 in Höxter. Von 1983 bis 1987 studierte er Bauingenieurwesen an der Universität der Bundeswehr in München. 1985 wurde er zum Leutnant ernannt. Eine erste Truppenverwendung als Offizier erhielt er von 1987 bis 1990 als Zugführer im Pionierbataillon 210 in München. Seit 1988 führte er den Zug im Dienstgrad Oberleutnant. Von 1990 bis 1993 führte Gante die 2. Kompanie beim Pionierlehrbataillon 220 in München. Die Ernennung zum Hauptmann erfolgte 1991. Auf diesem Dienstposten wurde er 1992 für 6 Monate bei UNOSOM in Mogadischu (Somalia) eingesetzt. Von 1993 bis 1995 war er Infrastrukturoffizier im Infrastrukturstab Süd in Ulm.

### Dienst als Stabsoffizier
Von 1995 bis 1997 absolvierte er die Generalstabsausbildung an der Führungsakademie der Bundeswehr in Hamburg und wurde währenddessen 1996 zum Major ernannt. Von 1997 bis 1999 war er als Generalstabsoffizier (G3Op) im Stab der 14. Panzergrenadierdivision eingesetzt. Im britischen Bracknell nahm er von 1999 bis 2000 an einem Lehrgang beim Joint Services Command and Staff College teil. Von 2000 bis 2003 wurde er als Referent im Dienstgrad Oberstleutnant im Führungsstab des Heeres im Bundesministerium der Verteidigung (BMVg Fü H III 2) eingesetzt. Von 2003 bis 2006 führte Gante das Pionierbataillon 140 in Emmerich am Rhein. Von 2006 bis 2007 war er Dezernatsleiter Grundlagen Truppenführung im Heeresamt (I 1) in Köln. Von Oktober 2006 bis Februar 2007 wurde er in den EUFOR/ALTHEA-Einsatz in Bosnien-Herzegowina abkommandiert. Von 2007 bis 2008 wurde er erneut in der Abteilung G3 bei der 14. Panzergrenadierdivision eingesetzt, mittlerweile jedoch als Abteilungsleiter. 2008 erfolgte die Beförderung zum Oberst. Von 2008 bis 2009 leitete Harald Gante die Abteilung G5 (Plans and Policy) im Allied Land Component Command in Heidelberg. Von 2009 bis 2010 war er Arbeitsbereichsleiter Afghanistan im Einsatzführungsstab des Bundesministeriums der Verteidigung in Berlin. Von 2010 bis 2012 war er Verbindungsoffizier des Bundesministeriums der Verteidigung beim Bundespräsidenten.

### Dienst als General
Vom 23. März 2012 bis 14. März 2014 hatte er als Kommandeur der Panzerbrigade 21 „Lipperland“ in Augustdorf erneut ein Truppenkommando inne. Er war auf diesem Dienstposten Nachfolger von Brigadegeneral Dirk Backen.
Vom 1. Februar bis zum 1. August 2014 war er Chef des Stabes im Regional Command North (Camp Marmal) der ISAF. Anschließend wurde er als Nachfolger von Generalmajor Bernd Schütt Kontingentführer des deutschen Einsatzkontingents der ISAF und Kommandeur Train Advise and Assist Command North (TAAC-N) in der Mission Resolute Support. Das Kommando der TAAC-N übergab er am 19. Februar 2015 an Andreas Hannemann. Gante übernahm am 24. Juli 2015 das Kommando über die Offizierschule des Heeres in Dresden. Dieses Kommando übergab Gante am 21. August 2018 an Brigadegeneral Martin Hein.
Am 11. September 2018 übernahm Gante von Generalmajor Bernd Schütt das Kommando über die 10. Panzerdivision im unterfränkischen Veitshöchheim. Auf diesem Dienstposten erhielt er auch im November 2018 die Beförderung zum Generalmajor. Am 11. März 2021 übernahm er von Generalmajor Alexander Sollfrank den Dienstposten als Chef des Stabes des Kommandos Heer in Strausberg. Auf dem Dienstposten als Kommandeur der 10. Panzerdivision folgte ihm am 21. März 2021 Brigadegeneral  Ruprecht von Butler. Am 23. März 2023 wurde er zum Kommandeur Einsatz und stellvertretenden Inspekteur des Heeres ernannt. Auf diesem Dienstposten wurde er zum Generalleutnant befördert. Im Zuge einer Reorganisation des Kommando Heer wurde der Dienstposten zum Kommandeur Feldheer umbenannt.

### Auslandseinsätze
- 1992 UNOSOM Mogadischu (Somalia)
- 2006/2007 EUFOR / ALTHEA (Bosnien und Herzegowina)
- 2014 Chef des Stabes Regional Command North ISAF
- 2014/2015 Kommandeur Train Advise and Assist Command Nord und Kontingentführer des Deutschen Einsatzkontingents ISAF / Resolute Support

### Auszeichnungen
- Ehrenkreuz der Bundeswehr in Gold und Silber
- Einsatzmedaille EUFOR
- Einsatzmedaille Bronze ISAF[9]
- Einsatzmedaille Bronze Resolute Support
- Einsatzmedaille Fluthilfe
- Kronenorden des Königreichs Belgien Stufe Kommandeur
- Orden von Oranien-Nassau des Königreichs der Niederlande Stufe Kommandeur
- NATO-Medaille ISAF
- NATO Meritorious Service Medal
- UN-Medaille UNOSOM
- Legion of Merit Stufe Offizier
- Viertagekreuz des Königreichs der Niederlande

## Privates
Gante ist verheiratet und hat drei Kinder.